# Leichte Kräfte
Unter Leichten Kräften versteht man eine Einteilung der Bundeswehr von militärischen Kräften des Heeres. Dabei werden bestimmte Waffengattungen aufgrund ihrer Beweglichkeit und vor allem ihrer Fernverlegbarkeit zu drei „Kräftekategorien“ zusammengefasst. Neben den „Leichten Kräften“ spricht man von „Mittleren Kräften“ und „Schweren Kräften“.

## Eigenschaften und Umfang der Leichten Kräfte
Generell versteht die Bundeswehr unter Leichten Kräften folgende Waffengattungen:
- Spezialeinsatzkräfte
- Fallschirmjäger
- Heeresfliegerkräfte
- Gebirgsjäger

Die Leichten Kräfte sind hierbei konzipiert als „hochbewegliche Infanterie“, die im Verbund mit Kräften der Luftwaffe (mit Schwerpunkt Hubschrauber, aber auch Flugzeuge) schnell und flexibel verleg- und einsetzbar sein sollen. Dies dient zur Erfüllung folgender Aufgaben:
- „Landes- und Bündnisverteidigung im gesamten Bündnisgebiet“, hierbei vor allem Sicherung neuralgischer Punkte, beispielsweise der Suwałki-Lücke
- weltweite Einsatzbereitschaft im Rahmen der nationalen Krisenvorsorge, insbesondere für militärische Evakuierungsoperationen oder Geiselbefreiungen im Ausland
- Einsätze im Rahmen des internationalen Krisenmanagements weltweit

Sie sind weiter gekennzeichnet durch geringen Schutz und können auf kurze Distanz gegen leichte Kräfte, daher vor allem nicht schwer bewaffnete irreguläre Kräfte, gegnerische Spezialeinheiten und ungehärtete Infanterie wirken.
Die Motorisierung besteht bei den leichten Kräften aus ebenfalls leichten, luftverlastbaren Fahrzeugen. Bei den Fallschirmjägern sind dies vor allem ESK Mungo, Wiesel und Wolf, diese sollen durch den Caracal und den Luftbeweglichen Waffenträger ersetzt werden. Hinzu kommen der Hägglunds Bandvagn bei den Gebirgsjägern und der Serval bei den Spezialkräften.

## Die Leichten Kräfte in der Bundeswehr
Im Zuge der Einführung der Mittleren Kräfte in die Bundeswehr erfolgte eine Umgliederung ab dem 1. April 2023. Die Leichten Kräfte sind nach erfolgter Umgliederung sodann in der Division Schnelle Kräfte zu finden. Hierzu wechselt die Gebirgsjägerbrigade 23 von der 10. Panzerdivision zur Division Schnelle Kräfte, welche dann über folgende direkt unterstellte Truppenteile verfügt:
- Gebirgsjägerbrigade 23
- 11 Luchtmobiele Brigade (Niederlande)
- Luftlandebrigade 1
- Kommando Hubschrauber
- Kommando Spezialkräfte

Die Bundeswehr gibt an, langfristig zweien von insgesamt acht Kampftruppenbrigaden Leichte Kräfte unterstellen zu wollen.